# Ласалія пухирчаста
Ласалія пухирчаста (Lasallia pustulata) — реліктовий (третинний) вид лишайників роду ласалія (Lasallia). Сучасну біномінальну назву надано у 1821 році.

## Будова
Лисувате тіло в діаметрі до 25 см прикріплене до субстрату центральним гомфом. Сіра або темно-сіро-коричнева поверхня слані з численними пухирчастими здуттями у центрі має білувату поволоку. Зісподу слань з ямчастими западинами має коричневий колір.

## Життєвий цикл
Розмножується нестатевим (пікноконідіями, фрагментами слані та коралоподібними ізидіями) та статевим (муральними спорами) шляхом.

## Поширення та середовище існування
Зустрічається в Європі, на Уралі, в горах Мугоджари, на Алтаї і Саянах, в Африці, на Канарських островах, у Північній та Центральній Америці. В Україні росте у лісостепах Кіровоградської та степах Миколаївської та Донецької області.

## Природоохоронний статус
Рідкісний вид. Включений до третього видання Червоної книги України (2009 р.). Охороняється у заповіднику «Кам'яні Могили», у заказниках «Аю-Даг», «Мис Мартьян» і «Кастель».